# Crime passional
Um crime passional (em francês:  crime passionnel), em termos gerais, se refere a crimes violentos, especialmente homicídio, onde o perpetrador comete um ato violento devido a um impulso forte de raiva ou outra emoção, de forma não premeditada.
Crimes passionais estão normalmente associados a violência doméstica. Grupos feministas e de direitos das mulheres, em particular, trabalham para mudar leis e normas sociais para acabar com a certa tolerância sobre crimes passionais contra mulheres.